# Nairn
Nairn (Schots-Gaelisch: Inbhir Narann) is een town en voormalige Burgh in de gelijknamige Schotse lieutenancy Nairn in het raadsgebied Highland gelegen aan de Noordzee, ongeveer 25 kilometer ten oosten van Inverness met een populatie van ongeveer 8000 in 2001.
Nairn wordt sinds 5 november 1855 bediend door een spoorwegstation op de Aberdeen to Inverness Line.